# One Love Manchester
One Love Manchester fue un concierto benéfico organizado por la cantante estadounidense Ariana Grande con el fin de recaudar fondos para los familiares de las víctimas del Atentado de Mánchester de 2017, el cual dejó 22 muertos, la mayoría jóvenes, y 116 heridos en un ataque terrorista reivindicado por el Estado Islámico. Otro porcentaje de la recaudación fue para los servicios de emergencia de Mánchester y Londres.

## Antecedentes
Minutos después de prenderse las luces al finalizar el espectáculo como parte del Dangerous Woman Tour con Ariana Grande la noche del 22 de mayo de 2017 en Mánchester, Reino Unido se produjo una explosión en la parte exterior del estadio donde la cantante actuaba, el Manchester Arena justo por la entrada de venta de boletos rondando las 10:33 p. m.. El incidente desató diferentes teorías como que hubo más de dos explosiones, o que simplemente un globo de los que ella deja caer al interpretar la canción «Sometimes» explotó cerca de un micrófono, etc. Al oír el fuerte estruendo, los asistentes salieron del recinto. La gente empezó a saltar de las vallas y a correr por encima de los asientos. Poco después, oficiales de policía y ambulancias llegaron al lugar para ayudar a los heridos. El área fue acordonada lo más pronto posible. A las 11:22 p. m., la policía dio el primer informe preliminar sobre la situación diciendo lo siguiente: «Los servicios de emergencia están respondiendo a los reportes de la explosión en el Manchester Arena. Hay un número confirmado de muertes y otros heridos. Por favor evite el área pues se está trabajando incansablemente en la escena.» Más tarde dieron otro informe preliminar pero más detallado: «Se informa que 19 personas se han confirmado muertas y otras 50 personas heridas. Actualmente se está tratando como un atentado terrorista hasta que la policía confirme otra cosa». La policía más tarde aseguró otras bombas más, que se encontraban en diferentes puntos de Mánchester para ser detonadas. Al día siguiente, los servicios de emergencia dijeron lo siguiente: «Familia y mucha gente joven fueron a disfrutar un concierto en el Manchester Arena y perdieron sus vidas. Nuestros pensamientos están con las 22 víctimas que ahora sabemos han muerto y con las 59 personas heridas. El atacante murió en la arena. Creemos que llevaba cargando consigo un artefacto de bomba improvisada».
Más tarde se anunció que un hijo de refugiados libios llamado Salman Abedi fue el causante de la detonación de la bomba improvisada, la cual contenía metralla para que se les clavara a las víctimas. Toda su familia también fue arrestada, algunos en Mánchester, otros en Libia. Se cree que esta misma familia quería realizar un atentado terrorista en Trípoli.
Al mediodía del 23 de mayo de 2017, el grupo terrorista Estado Islámico se atribuyó la realización del atentado mediante vídeo. En el mismo vídeo, un miembro de esta célula terrorista alzaba un papel donde se veía escrito «Mánchester, 22.05.2017» mientras el individuo decía «los aliados de Estados Unidos sufrirán» amenazando de esta manera, que el ejército estadounidense deje de bombardear las zonas controladas por el Estado Islámico o ellos bombardearían diferentes zonas en Europa y América.
La noche del 24 de mayo de 2017, se hizo público un comunicado por parte del equipo de la cantante donde decía que los próximos 7 eventos en Europa serían cancelados desde el 25 de mayo en Londres y que la gira se retomaría el próximo 7 de junio en París.

## Anuncio del evento
El evento tuvo lugar el domingo 4 de junio de 2017, fecha en la que dos años atrás, la anfitriona pisó la ciudad por primera vez y se presentó en el lugar del atentado en su gira Dangerous Woman Tour, en el Manchester Arena. Se anunció el viernes 26 de mayo de 2017 que la cantante regresaría a Mánchester cuando ella misma publicó en sus diferentes redes sociales una extensa carta donde decía: «Regresaré a la increíble y valiente ciudad de Mánchester para conectar y pasar un rato con mis fans además de realizar un concierto benéfico para honrar y recaudar dinero para las víctimas y sus familiares. También me gustaría agradecer a todos mis amigos y compañeros de la industria por llegar a ser una parte de nuestro movimiento en soporte para la ciudad de Mánchester.» El evento fue anunciado de manera oficial el 30 de mayo de 2017.
El 1 de junio de 2017 las entradas para One Love Manchester (el título hace referencia a su canción que se volvió un himno para los fanes, One Last Time) se pusieron a la venta en la plataforma internacional de venta de boletos Ticketmaster. Dichas entradas se agotaron en menos de 20 minutos. Ese mismo día se anunció que la cadena de televisión inglesa BBC retransmitiría el evento en directo. Más tarde se anunció lo mismo con otros canales de televisión como Bell Media, ABC y MTV. También se pudo ver en directo en plataformas digitales como Twitter, YouTube o Apple Music. De las 50 000 entradas disponibles, 35 000 fueron vendidas en 40 libras aproximadamente y 14 200 fueron gratuitas para las personas que asistieron al primer concierto, objetivo del atentado suicida. Sin embargo, personas que no habían asistido al primer concierto mintieron al respecto para no tener que pagar por la entrada. En la plataforma de compra eBay se detectaron intentos de reventa de entradas donde vendían las entradas a más de 1000 euros. Al salir a la luz estos datos, la plataforma prometió luchar contra «los que quieren aprovecharse de la tragedia».
El concierto empezó a las 19:00. En él, además de las actuaciones musicales de Grande, también participaron cantantes como Justin Bieber, Katy Perry, Miley Cyrus y Coldplay. Muchos artistas locales de la misma ciudad como Liam Gallagher, Take That o Robbie Williams también se presentaron. Artistas como Paul McCartney o Camila Cabello, entre muchos otros, dieron su apoyo a Mánchester mediante vídeo al no poder presentarse allí en persona.

## Recepción de la crítica
Los días posteriores el concierto fue tendencia. La mayoría elogiaba a Grande por su consideración por las víctimas y sus familiares, que fue a visitar en los hospitales donde estaban ingresados la mañana del 2 de junio. Entre los elogiadores estaban sus fanáticos, los artistas invitados y Piers Morgan que previamente criticó a Grande por abandonar el Reino Unido para volar de nuevo a Florida el día siguiente al atentado. Después del evento, dijo que retiraba sus palabras y que la cantante había ofrecido un concierto digno de admirar pero se defendió diciendo que cada uno puede opinar.
Muchos otros criticaron a Grande diciendo que «ella era el centro, no vi nada de honores a familiares ni a victimas durante el concierto».
Días después, periódicos ingleses dieron la noticia de que One Love Manchester fue el programa más visto en la televisión inglesa de 2017.
El 14 de junio del mismo año, el Ayuntamiento de la ciudad de Mánchester ofreció el título a la cantante de «Ciudadana Honoraria» por su contribución de 10.3 millones de libras que recaudó en el concierto para después ser donados a fundaciones de emergencia de Mánchester y Londres, donde ocurrió otro atentado el 3 de junio, un día antes de celebrarse el evento además de pagar los funerales de los fallecidos.
El 22 de junio de 2017, la cantante invitada Katy Perry publicó un detrás de cámaras del evento en su canal de YouTube.

## Recaudación
En lo que generaron las visitas en Internet, en la televisión y en la venta de boletos, se recaudó en total 10.3 millones de libras esterlinas. El dinero fue repartido entre los servicios de emergencia de Mánchester, los servicios de emergencia de Londres y otro tanto fue para los familiares de las víctimas para pagar sus funerales y otras despesas.
En un principio, se tenía pensado recaudar un total de 2 millones de libras.

### Somewhere Over The Rainbow
El 6 de junio de 2017, Grande publicó en diferentes plataformas como Spotify, itunes, y Apple Music la canción versionada de «Somewhere Over the Rainbow» originalmente incluida en la banda sonora de la película El Mago De Oz del año 1939 con el fin de recaudar más fondos para dichas causas. «Somewhere Over the Rainbow» fue la canción que cerró el evento.
| Recaudación          |                                              |                                |                                       |
| Venta de boletos     | British Red Cross                            | Recaudación en Facebook        | Monto total recaudado                 |
| 2 millones de libras | 10 millones de libras (13 millones de euros) | 358.500 libras (454.300 euros) | £10.3 millones (13 millones de euros) |

### Justice For Manchester
Justice For Manchester fue el nombre dado al movimiento social creado en redes sociales el 26 de noviembre de 2017 después de unas declaraciones por parte de la primera ministra del Reino Unido, Theresa May en donde aseguraba que más de 5 millones de libras de las 17 millones recaudadas en su totalidad no irían destinadas a las víctimas del atentado en el Manchester Arena.

## Actuaciones
| Artista(s)                    | Canción(es) |
| ----------------------------- | --- |
| Marcus Mumford                | - «Timshel» |
| Take That                     | - «Shine» - «Giants» - «Rule the World» |
| Robbie Williams               | - «Strong» - «Angels» |
| Pharrell Williams             | - «Get Lucky» (Junto a Marcus Mumford) - «Happy» (Junto a Miley Cyrus) |
| Miley Cyrus                   | - «Inspired» |
| Niall Horan                   | - «Slow Hands» - «This Town» |
| Ariana Grande                 | - «Be Alright» - «Break Free» - «My Everything» (con Parrs Wood High School Choir) - «The Way» (with Mac Miller) - «Dang!» (Junto a Mac Miller) - «Don't Dream It's Over» (Junto a Miley Cyrus) - «Side to Side» - «Love Me Harder» - «One Last Time» (con todos los artistas) - «Somewhere Over the Rainbow» |
| Stevie Wonder                 | - «Love's in Need of Love Today» (video) |
| Little Mix                    | - «Wings» |
| Victoria Monét                | - «Better Days» (Junto a Ariana Grande) |
| The Black Eyed Peas           | - «Where Is the Love?» (Junto a Ariana Grande) |
| Imogen Heap                   | - «Hide and Seek» |
| Katy Perry                    | - «Part of Me» (acústica) - «Roar» |
| Justin Bieber                 | - «Love Yourself» (acústica) - «Cold Water» (acústica) |
| Chris Martin y Jonny Buckland | - «Don't Look Back in Anger» (con Ariana Grande) |
| Coldplay                      | - «Sit Down»/«Fix You» - «Viva la Vida» - «Something Just Like This» |
| Liam Gallagher                | - «Rock 'n' Roll Star» - «Wall of Glass» - «Live Forever» (con Chris Martin y Jonny Buckland) |

## Principio
1. El poeta Tony Walsh repite su oda " This Is The Place " a la ciudad mancuniana, que había sido por primera vez dicha en el Albert Square[14] en el centro.
2. Un minuto de silencio ocurrió como lo pidió Marcus Mumford, a la memoria de los fallecidos de Mánchester y Londres.
3. El concierto empieza con Marcus Mumford quien canta Timshel.